# Pultenaea mollis
Pultenaea mollis är en ärtväxtart som beskrevs av John Lindley. Pultenaea mollis ingår i släktet Pultenaea och familjen ärtväxter. Inga underarter finns listade i Catalogue of Life.